# Wilhelm Köchy
Wilhelm Köchy (* 12. Dezember 1814 in Braunschweig; † nach 1846) war ein bedeutender deutscher Violinvirtuose.

## Herkunft und Jugend
Köchy war vermutlich der jüngste Sohn des Professors Johann Carl Theodor Köchy (1767–1843) und dessen Gattin Elisabeth Juliane Henriette Köchy, geb. Müller (1775/76–1836). Sein Vater wirkte in Braunschweig am Collegium Carolinum als Professor der französischen und italienischen Sprache und Literatur.
Seine Ausbildung erhielt Köchy in seiner Vaterstadt von dem damals hoch anerkannten Violinisten Carl Müller. Schon als Knabe von 10 Jahren zeichnete sich „der junge Sohn des Hrn. Professors Köchy“ im Juni 1825 in Braunschweig in einem Violinkonzert „zur allgemeinen Bewunderung“ aus. Beim Tod des Vaters am 18. August 1828 befand sich der „hoffnungsvolle Sohn“ in Braunschweig.

## Ein Wanderleben
Eine Biographie Köchys fehlt in allen einschlägigen Musiklexika, so dass der bewegte Lebensweg Köchys anhand von Einzelquellen nachgezeichnet werden muss.
Allein in den 15 Jahren, in denen sich seine Auftritte in den zeitgenössischen Musikzeitschriften verfolgen lassen, findet sich Köchy nacheinander in Wien (1832), Dresden (1833), Hannover (1834–1836), Mainz, Dresden, Breslau (vor 1838), Berlin (nur Konzert, wohl 1838), Magdeburg (1837/38), (ein Ruf nach Kassel zu Spohr (1838) kommt nicht zu Stande), Rudolstadt (1838/39), Jena, Sondershausen (1839), Erfurt (1839/40), Wiesbaden (1840/41), London, Manchester, Liverpool, Mannheim (1.7.1841, engagiert "auf 1 Jahr"), hat sich jedoch bereits zum 30.4.1842 "heimlich entfernt", Mainz(?) (1841), Jena (1842) Hamburg (1843), Stettin (1843–1845) darauf in Rom (1845/46). Ende Dezember 1846 findet man ihn wieder in Stettin, Am 25. November 1847 zeigt der Violinist Köchy zusammen mit dem Pianisten C. Steurich in Stralsund ein Konzert an, das schliesslich am 18. Dezember "im Saale der Frau Wittwe Evert" aufgeführt wird. Dies ist das vorerst letzte belegte Lebenszeichen des Virtuosen.
Jahr und Ort von Köchys Tod sind unbekannt. Gustav Flügel, der mit ihm in Stettin eng zusammenarbeitete, schreibt in seiner Autobiographie (1882):
„Leider befand Köchy schon damals sich auf abschüssiger Bahn, die zuletzt nach vielem unstäten Umherirren (er war zweimal in Rom), in einer Irrenanstalt enden sollte.“

## Spielweise
An Köchys Spielweise werden insbesondere hervorgehoben:
- seine Präzision[27]
- seine „Fertigkeit“ (Virtuosität)[28]
- seine „glockenreine“ Intonation[29]
- seine vollkommene, virtuose Bemeisterung der technischen Schwierigkeiten[30]
- sein ausdrucks-, ja „seelenvoller“, „alles bezaubernder“ Vortrag[31]
- das gelungene Zusammenspiel mit anderen Musikern, insbesondere im Quartettspiel[32]

## Bedeutung
Am 9. Januar 1839 erscheint in der Allgemeinen Musikalischen Zeitung in Leipzig unter dem Signum —f— der Artikel „Der Violinspieler Köchy“, der die Hauptquelle zu Köchys Leben und Kunst darstellt:
„Wenn wir aber sehen, wie ein wirklich grosses Talent der Nichtbeachtung übergeben werden soll, indem es bis jetzt, um nicht zu sagen nirgends, doch wenigstens nur an einzelnen Orten, die gerechte Würdigung fand und gewissermaassen darauf hingearbeitet zu werden scheint, dass es dieselbe nicht finden solle, so ergreift uns, wenn wir in musikalischen und andern Zeitschriften lesen, wie sehr durchaus nicht zu beachtende Talente auf eine seltsame Art gelobhudelt werden, welche jedem die Musik wahrhaft Liebenden ein Gräuel sein muss, ein wahrer Schauder! [...] Wir glauben alle Kapellen auf einen so ausgezeichneten Violinspieler aufmerksam machen zu müssen, damit dies vortreffliche Talent dem Vaterlande erhalten werde; denn Teutschland kann auf einen solchen Künstler stolz sein.“
So schreibt ein mit den größten Violinvirtuosen seiner Zeit eng vertraute Kritiker der AMZ. Ein anderer ergänzt:
„Er spielte hier unter anderen ausgezeichneten Komposizionen auch den ersten Satz aus Lipinski's grandiosem und geistreichen Concert militaire in einer Weise, nach welcher es offenbar nur auf das beharrliche Fortstudium des jungen Künstlers, unter günstiger Lebensgestaltung, ankommen kann, ob er die allerhöchsten Stufen in seinem Fache, welchen er bereits nahe steht, wirklich erreichen wird.“
Die Encyclopädie der gesammten musikalischen Wissenschaften, hat im Jahr 1841 keinen Zweifel, dass Köchy auf seinen Reisen „mit lauterer Stimme die Welt mit dem Ruhme und Rufe [...] erfüllen [wird], den in der That schon jetzt sein Talent und seine vorzüglichen Leistungen verdienen.“
Der Magdeburger Musiker Erdmann Schefter schreibt 1845 in der Neuen Zeitschrift für Musik:
„Köchy ist als Violinspieler weit größer als sein Ruf, und wird er neben den besten genannt, so geschieht ihm nur sein Recht. So möchte es z. B. nur wenige Quartettspieler geben wie Köchy.“
Wilhelm Köchy hat trotz seiner überragenden Fähigkeiten als Violinist, die ihn von dieser Seite in die erste Reihe der zeitgenössischen Geigenvirtuosen stellte, bis zuletzt nie auch nur annähernd das öffentliche Auf- oder Ansehen eines Paganini (1782–1840), eines Lipinski (1790–1861) oder eines Spohr (1784–1859) errungen.
Dies mag mit Köchys geradezu rastloser Suche zusammenhängen, die sein Talent immer nur kurz wie eine Sternschnuppe erglühen ließ, ohne jemals ihr eigentliches Ziel zu finden.